# She Wolf (singel)
She Wolf – piosenka electropop stworzona przez Shakirę na jej trzeci anglojęzyczny album studyjny, She Wolf (2009). Wyprodukowany przez Shakirę, Johna Hilla oraz Sama Endicotta, utwór wydany został jako pierwszy singel promujący krążek dnia 14 lipca 2009. Piosenka nagrana została w języku hiszpańskim pod tytułem "Loba", zaś premierę miała dnia 29 czerwca 2009 w systamie airplay.

## Informacje o singlu
W wywiadzie dla magazynu Rolling Stone wokalistka zdradziła, że "pomysł na stworzenie utworu pojawił się zupełnie niespodziewanie. Tego dnia byłam w studiu w złym nastroju. Nagle do mojej głowy wpadł pomysł, usiadłam w kącie i napisałam słowa oraz muzykę w zaledwie dziesięć minut. Obraz kobiety-wilkołaka po prostu zrodził się w mojej głowie, zaś potem zorientowałam się, że wyję i sapię jak wilk". Programowi Access Hollywood artystka wyjawiła koncepcję kompozycji, "myślę, że "She Wolf" powstał z powodu natłoku zajęć, które mam do wykonania oraz momentu, w którym się znajduje. Obecnie czuję się znacznie swobodniej jako kobieta, trochę tak jakbym była w kontakcie z moimi pożądaniami, dlatego myślę, że trochę bardziej powinnam słuchać własnego ja. 'Czego pragnie Shakira?' – nie tego co każdy chce, ale tak naprawdę sama nie wiem czego chcę i wydaje mi się, że ta piosenka jest właśnie o tym. Utwór opisuje twoją zwierzęcą stronę, tę bardziej prymitywną, więc jeśli zrozumiesz i wybaczysz sobie to wszystko co zepsułaś, mówisz 'to nie ja, to kobieta-wilkołak, która jest we mnie, z którą nic nie mogę zrobić'".
Singel zyskał pozytywne recenzje profesjonalnych recenzentów. Portal Popjustice stwierdził, że "lirycznie kompozycja jest na dobrym poziomie, jednak utwór znacznie różni się od poprzednich dokonań wokalistki. Jest bardziej taneczny i elektroniczny ze świetnie wykorzystanym rytmem disco, lecz mimo tego dalej czuć, że jest to utwór w stylu Shakiry. To nowe brzmienie artystki, jednak tylko Shakira mogła stworzyć taką piosenkę. "She Wolf" stanowi wspaniale napiętą więź pomiędzy sztuką a artystą. To zabawa a zarazem obłąkanie, tak jak to powinna łączyć muzyka pop". Witryna Digital Spy doszła do wniosku, iż kompozycja brzmi "zupełnie jak zdjęta z listy przebojów. To ten typ piosenki, który będzie prześladował cię, kiedy włączysz radio, kiedy znajdziesz się na parkiecie i przede wszystkim, kiedy włączysz swojego iPoda gorącego, letniego ranka, po ciężkim dniu w pracy. To murowany hit". The Guardian stwierdził, że "to do tej pory najbardziej ładująca energią piosenka". Utwór został wykorzystany do promocji 6 sezonu serialu Gotowe na wszystko.

## Wydanie singla
"Loba" zadebiutował na oficjalnym hiszpańskim notowaniu najchętniej kupowanych singli na pozycji #25 dnia 12 lipca 2009 i był to najwyższy debiut tego tegodnia. Tydzień później kompozycja zanotowała awans na miejsce #11.. Osiem tygodni po premierze, "Loba" jako najwyższą osiągnął pozycję #2. W sumie, utwór spędził w zestawieniu dwadzieścia tygodni oraz odznaczony został złotą płytą przez hiszpański koncern muzyczny. Singel znalazł się również na amerykańskich listach Hot Latin Tracks i Latin Pop Songs, gdzie piosenka zajęła szczyty obu notowań.
"She Wolf" debiutował na notowaniu Billboard Hot 100 dnia 1 sierpnia 2009 na miejscu #34, stając się najwyższej debiutującym utworem tego tygodnia w Stanach Zjednoczonych. Dwa tygodnie po premierze singel znalazł się na pozycji #21, by w dziewiątym tygodniu od debiutu osiąść na miejscu #11. "She Wolf" jest do tej pory jedną z pięciu najwyżej notowanych kompozycji wydanych przez wokalistkę w Stanach Zjednoczonych. Do tej pory utwór spędził w zestawieniu ponad pięć miesięcy. W Kanadzie piosenka debiutowała na miejscu #60, jednak sześć tygodni później zajęła szczytową pozycję #5, obierając ją przez dwa tygodnie. W sumie, w zestawieniu Canadian Hot 100 kompozycja spędziła ponad cztery miesiące. Na międzynarodowych listach przebojów "She Wolf" zajął głównie miejsca w Top 10 oficjalnych zestawień. W Australli i Nowej Zelandii utwór nie zyskał pożądanego sukcesu obierając jako najwyższe pozycje kolejno #18 oraz #36.

## Teledysk
Teledysk do singla nagrywany był w dniach 9 - 12 czerwca w Los Angeles, w Kalifornii i reżyserowany przez Jake'a Navę. Klip miał premierę dnia 30 lipca 2009 na antenie stacji muzycznej MTV, jednak kilka godzin przed zaplanowanym debiutem teledysk "wyciekł" do internetu. Videoclip nakręcono w dwóch wersjach językowych oraz znajdują się w nim sceny z wilkami. Witryna internetowa artystki opisała klip jako "niesamowicie seksowny, przedstawiający metamorfozy kobiety wyrażone przez taniec".
Teledysk rozpoczyna się ujęciem przedstawiającym budzącą się Shakirę w środku nocy, na którą przypada pełnia księżyca. Po przebudzeniu wokalistka zmienia kolor oczu, zaś jej paznokcie szybko przybierają na długości. Artystka wchodzi do szafy przenosząc się do tunelu prowadzącego na imprezę dla wilkołaków. Skąpo ubrana piosenkarka poprzez taniec w klatce opatrzonej szyldem "nie karmić zwierząt" naśladuje ruchy wilczycy. Potem akcja klipu przenosi się do klubu, w którym oprócz tańczących ludzi przechadzają się wilki. Kolejna scena ukazuje Shakirę na dachu budynku, gdzie tańczy, a następnie spada z gzymsu. Finalne ujęcie teledysku prezentuje wokalistkę wychodzącą z szafy i wracającą do łóżka, w którym śpi jej chłopak.

## Listy utworów i formaty singla
Australijski CD singel
1. "She Wolf" (Wersja albumowa) – 3:07
2. "She Wolf" (Moto Blanco edycja radiowa) – 3:40
3. "She Wolf" (Moto Blanco Dub Mix) – 7:07

Międzynarodowy CD singel
1. "She Wolf" (Wersja albumowa) – 3:07
2. "Loba" (Wersja albumowa) – 3:07

Kolekcja orientalna
1. "She Wolf" (Said Mrad Club Remix) – 5:42
2. "She Wolf" (Said Mrad Remix – edycja radiowa) – 3:43
3. "She Wolf" (Fahmy & Samba's SphinxMix – Club Mix) – 3:56
4. "She Wolf" (Fahmy & Samba's SphinxMix – edycja radiowa) – 2:53
5. "She Wolf" (Mindloop Collective Lounge Mix) – 3:44
6. "She Wolf" (Beirutbiloma Mix) – 3:43

## Pozycje na listach
| Lista przebojów (2009)         | Najwyższa pozycja |
| ------------------------------ | ----------------- |
| Australia ARIA Singles Chart   | 18                |
| Austria Singles Chart          | 3                 |
| Belgia Singles Chart           | 16                |
| Dania Singles Top 40 Chart     | 16                |
| Finlandia Singles Top 20 Chart | 6                 |
| Hiszpania Singles Chart        | 2                 |
| Holandia Top 40 Chart          | 22                |
| Irlandia Singles Chart         | 2                 |
| Kanada Billboard Hot 100       | 5                 |
| Niemcy Singles Chart           | 2                 |
| Norwegia Singles Top 20 Chart  | 11                |

| Lista przebojów (2009)            | Najwyższa pozycja |
| --------------------------------- | ----------------- |
| Nowa Zelandia RIANZ Singles Chart | 36                |
| Szwajcaria Singles Chart          | 3                 |
| Szwecja Singles Top 60 Chart      | 17                |
| UK Singles Chart                  | 4                 |
| USA Billboard Hot 100             | 11                |
| USA Billboard Pop Songs           | 11                |
| USA Billboard Hot Dance Club Play | 1                 |
| USA Billboard Latin Songs         | 1                 |
| Włochy Top 20 Singles Chart       | 3                 |
| United World Chart                | 2                 |

## Daty wydania
- "Loba"

| Region           | Data            | Wytwórnia  | Format           |
| ---------------- | --------------- | ---------- | ---------------- |
| Ameryka Łacińska | 29 czerwca 2009 | Sony Music | airplay          |
| Hiszpania        | 14 lipca 2009   | Sony Music | digital download |

- "She Wolf"

| Region            | Data             | Wytwórnia  | Format           |
| ----------------- | ---------------- | ---------- | ---------------- |
| Stany Zjednoczone | 14 lipca 2009    | Sony Music | digital download |
| Stany Zjednoczone | 21 lipca 2009    | Sony Music | airplay          |
| Australia         | 18 lipca 2009    | Sony Music | digital download |
| Australia         | 22 sierpnia 2009 | Sony Music | CD singel        |
| Wielka Brytania   | 14 września 2009 | Sony Music | digital download |
| Wielka Brytania   | 21 września 2009 | Sony Music | CD singel        |